# Атенино
Атенино — татарское село в Теньгушевском районе Мордовии, входит в состав Теньгушевского сельского поселения.

## Население
- 2008 год — 2 чел.

## История
По дореволюционному административному делению д. Атенино относилась к Теньгушевской волости Темниковского уезда Тамбовской губернии. Население в 1862 году составляло 226 чел., татары.

### Мечеть
В 1862 году в деревне уже была мечеть, к её приходу относились также жители Княжева, Бутакова, Мельсеватки. Количество прихожан в кон. XIX в. составляло 224 чел. в Атенино и 654 чел. во всем приходе.